# 斯特林航空296號班機空難
斯特林航空296號班機空難是斯特林航空一班的來回科倫坡到丹麥哥本哈根定期航班。1972年3月14日，斯特林航空296號班機於阿拉伯聯合大公國墜毀，造成112名乘客死亡.。

## 原因
调查发现机师使飞机下降至最低指定高度以下，这是由于过时的飞行计划以及对天气雷达的错误理解，后者使机师认为飞机已经比实际位置更接近迪拜。

## 乘客
| 国籍 | 乘客 | 机组人员 | 合计 |
| ---- | ---- | -------- | ---- |
| 丹麦 | 68   | 6        | 74   |
| 瑞典 | 20   | -        | 20   |
| 挪威 | 12   | -        | 12   |
| 芬兰 | 4    | -        | 4    |
| 西德 | 2    | -        | 2    |
| 总计 | 106  | 6        | 112  |

来源：